# Mosca de l'espàrrec
La mosca de l'espàrrec o de l'esparreguera (Plioreocepta poeciloptera) és una espècie de dípter braquícer de la família Tephritidae, plaga agrícola de l'espàrrec. Les seves larves penetren a les tiges de les esparregueres joves, fan galeries i a més faciliten l'accés a fongs del gènere Fusarium. Les galeries, però sobretot els fongs que hi entren, destrueixen el valor comercial dels espàrrecs.

## Característiques
L'adult fa de 6 a 7 mm de llargada i té el cap groc amb el tòrax gris clar amb tres línies longitudinals negres. Les ales presenten una llarga banda bruna en ziga-zaga.

## Història natural
L'adult apareix des de mig abril cap a la fi de maig. La femella pon de 25 a 30 ous fecundats en els brots nous, només una vegada a l'any. La pupa resta en diapausa fins a la primavera a l'interior de les tiges.
Els mascles identifiquen la planta hostatgera per l'olor, les femelles són principalment atrets per les feromones dels mascles, i principalment a la tarde. Aquesta descoberta obre perspectives de control biològic de la pesta.